# Guus Hoes
Pour les articles homonymes, voir Hoes.
Guus Hoes, né Augustinus Petrus Gerardus Henricus Hoes le 22 mars 1945 à Tilbourg et mort le 4 juillet 1986 à Westerschouwen,, est un acteur néerlandais.

## Carrière
Il est le frère des acteurs Hans Hoes et Paul Hoes. Il est le père de l'acteur et chanteur Geert Hoes.

## Filmographie

### Cinéma et téléfilms
- 1972 : VD : L'avocat numéro 2
- 1976 : Q & Q (nl) : L'agent Meurders
- 1976-1979 : Pommetje Horlepiep (nl) : Seye Kientjes
- 1981 : Rigor mortis : Franz Josef Mutzenbacher
- 1983 : L'Ascenseur : Le beau-frère
- 1984 : Oma Fladder (nl) : L'Homme sur la plage
- 1985 : Het dagboek van Anne Frank (nl) : Monsieur van Daan
- 1986 : Reagan: Let's Finish the Job : James Greeves
- 1986 : Dossier Verhulst (nl) : Van Heemskerk